# Phyllolobium pastorium
Phyllolobium pastorium är en ärtväxtart som först beskrevs av Hse Tao Tsai och Tse Tsun Yu, och fick sitt nu gällande namn av M.L.Zhang och Dieter Podlech. Phyllolobium pastorium ingår i släktet Phyllolobium och familjen ärtväxter. Inga underarter finns listade i Catalogue of Life.